# ピサ共和国

ピサ共和国
Repubblica di Pisa (イタリア語)

国の標語: Urbis me dignum pisane noscite signum
ピサの地図（11世紀）

ピサ共和国 (イタリア語: Repubblica di Pisa)は、トスカーナ州のピサを首都として11世紀～1406年に存在した事実上の独立国。
中世～ルネサンス期には、アマルフィ共和国、ジェノヴァ共和国、ヴェネツィア共和国と並ぶイタリアの四大海洋共和国の一角に数えられる海洋経済大国となったが、後にジェノヴァ共和国相手にメロリアの海戦で決定的な敗北を喫して以降衰退の一途をたどり、ミラノ公国の属領を経てフィレンツェ共和国に併合された。

## 歴史
中世盛期には地中海の重要な海洋商業拠点だった。
1005年には半島南西部のカラブリア州まで影響力を及ぼし、地中海の覇権をムスリムと争った。
1015年、ジェノヴァ共和国と協力してムスリム指導者のMujāhid al-ʿĀmirī(ラテン語：Mogehidus)を破り、サルディーニャ島を征服し、ティレニア海の覇権を得た。
ピサ人が島からジェノヴァ人を追放すると、両国は敵対するようになった。
1030年～1035年、シチリア首長国の複数の都市を陥落させ、北アフリカのカルタゴを征服した。
1051年～1052年、Jacopo Ciurini船長はコルシカ島を征服した事で、ジェノヴァから更に恨みを買った。
1060年、ジェノヴァとの初めての戦争に勝利した。
1063年、ピサはシチリア島を征服中のルッジェーロ1世に対し、共にパレルモを攻撃する事を提案した。
ルッジェーロ1世は他の協定が有ったためにこの提案を拒否し、ピサは独力でパレルモを攻めたが失敗した。
1077年、ローマ教皇グレゴリウス7世はピサが制定した「海の法と習慣」を認めた。
また神聖ローマ皇帝ハインリヒ4世はピサに独自のコンスルを名乗る権利を保障した。
当時トスカーナ辺境伯は既に力を失っており、ピサの名目上の支配者でしかなかった。
1085年、グレゴリウス7世はピサをバレアレス諸島の宗主国と認めた。
1088年、ズィール朝のマーディア市を破壊した。
1092年、ピサとジェノヴァの船がカスティーリャ王アルフォンソ6世の部下のエル・シッドをバレンシアから救出した。ローマ教皇ウルバヌス2世はコルシカ島とサルディーニャ島に対するピサの優位を認めた。また、ピサ教区を大司教区に昇格した。

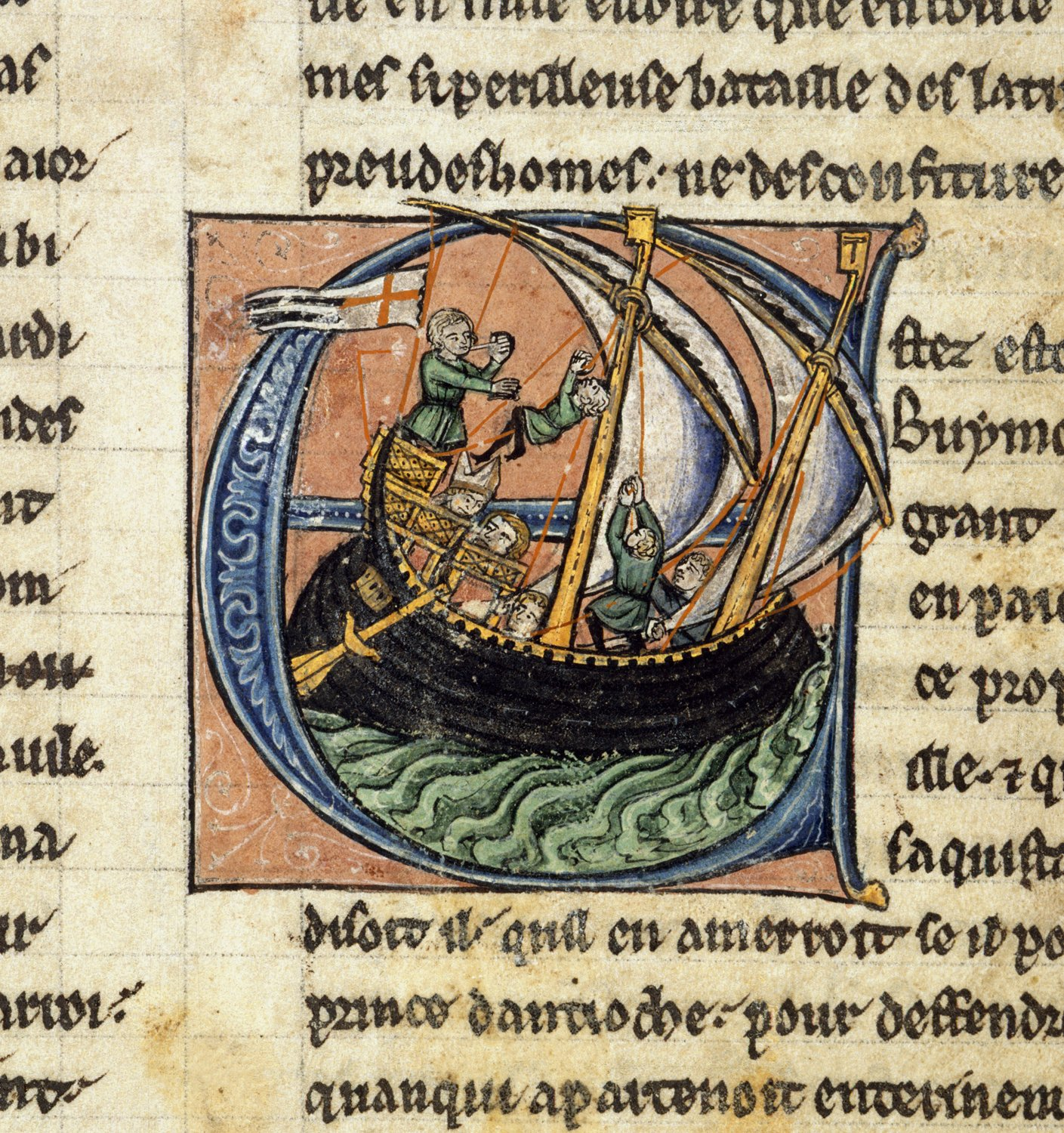
聖ゲオルギオスの十字架を掲げるピサのDagobert

1096年、ピサは120隻の船で第1回十字軍に参加し、1099年にはエルサレム攻囲戦に参加した。
ピサは道中で幾つかの東ローマ帝国の島を襲撃した。
指揮官のDagobertは後にラテン・エルサレム総大司教になった。
ピサ等の海洋共和国はシリアやレバノン、パレスチナに郵便局や植民地を建設した。
特にピサはアンティオキア公国、アッコ、ヤッファ、トリポリ伯国、ティルス、ラタキアに居留地を設置した。
エルサレムやカイザリアには大規模な、カイロやアレクサンドリアには小規模な領土を獲得した。
コンスタンティノープルではアレクシオス1世コムネノスから、特別な停泊地と貿易権を得た。
ピサはこれらの都市で課税を免除されたが、有事の防衛は義務付けられた。
12世紀にはコンスタンティノープル東部のピサ地区の人口は1000人に達した。
この頃のピサは、東ローマ帝国にとってヴェネツィア共和国を凌ぐ最大の商業・軍事同盟国だった。
1113年～1115年、ピサ商人はバレアレス諸島を探検し、一時的にイスラム王朝を排除した。

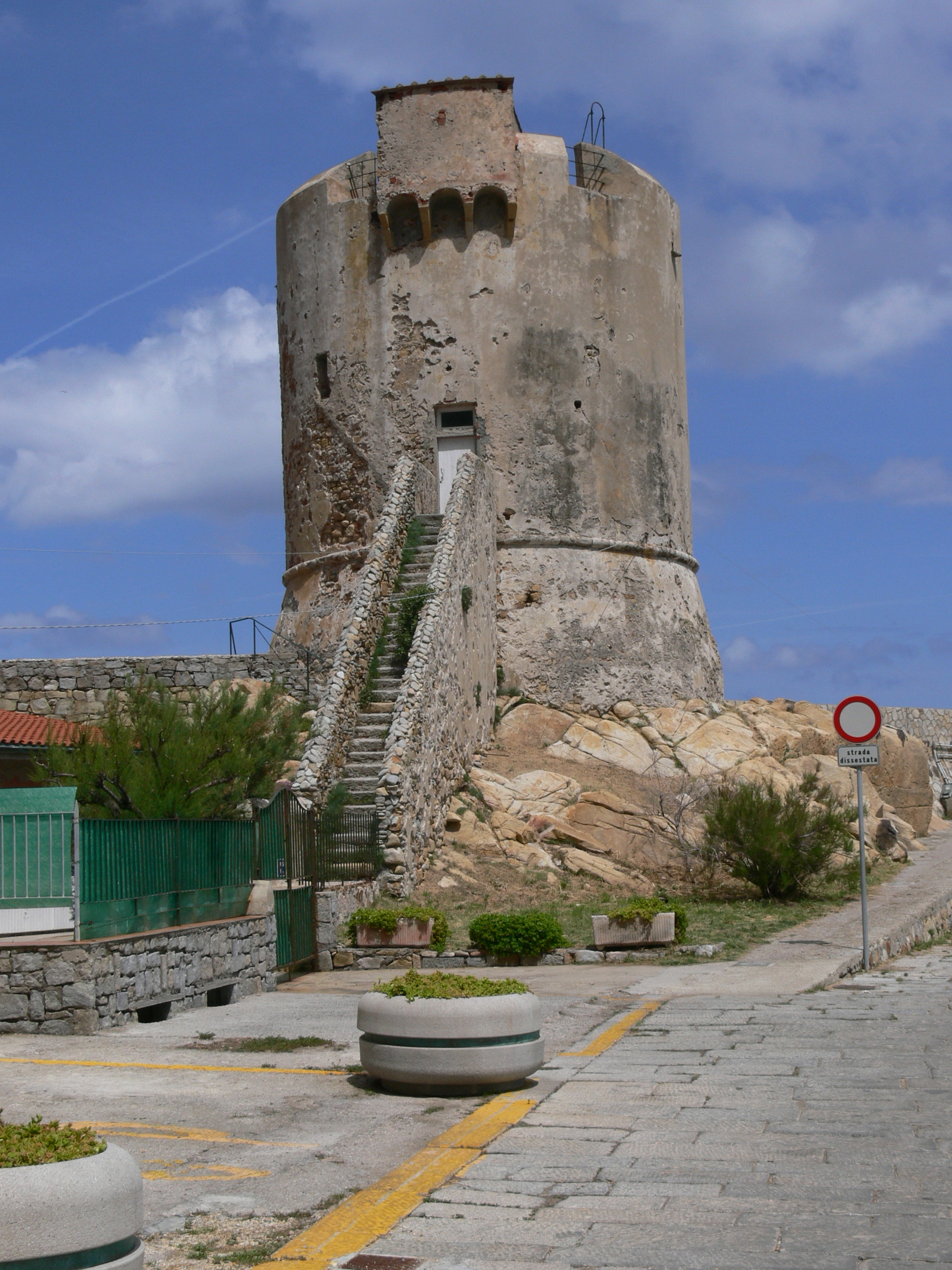
ムスリムの海賊対策のためにエルバ島に建てられた監視塔
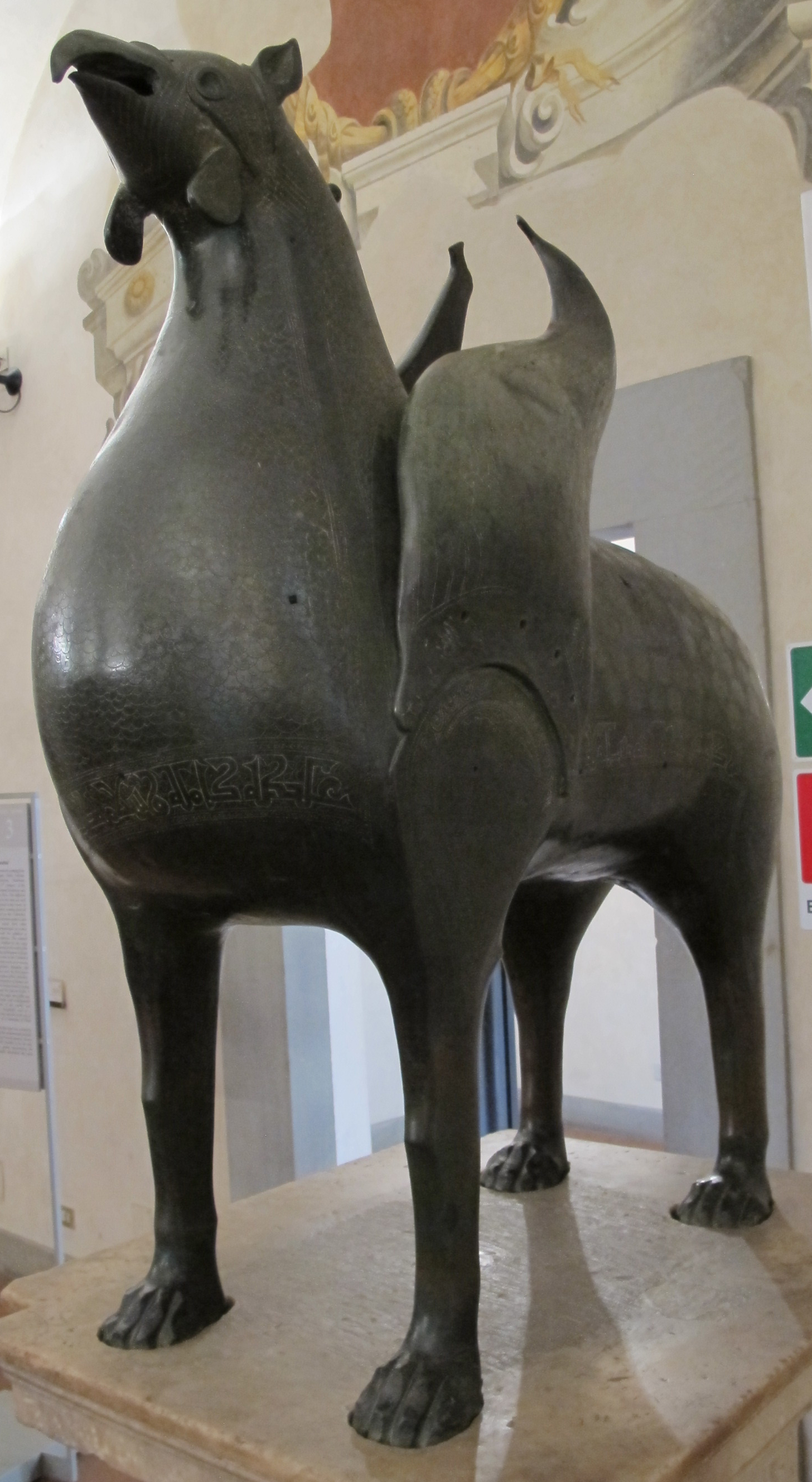
ムスリムの要塞から強奪したピサのグリフィン
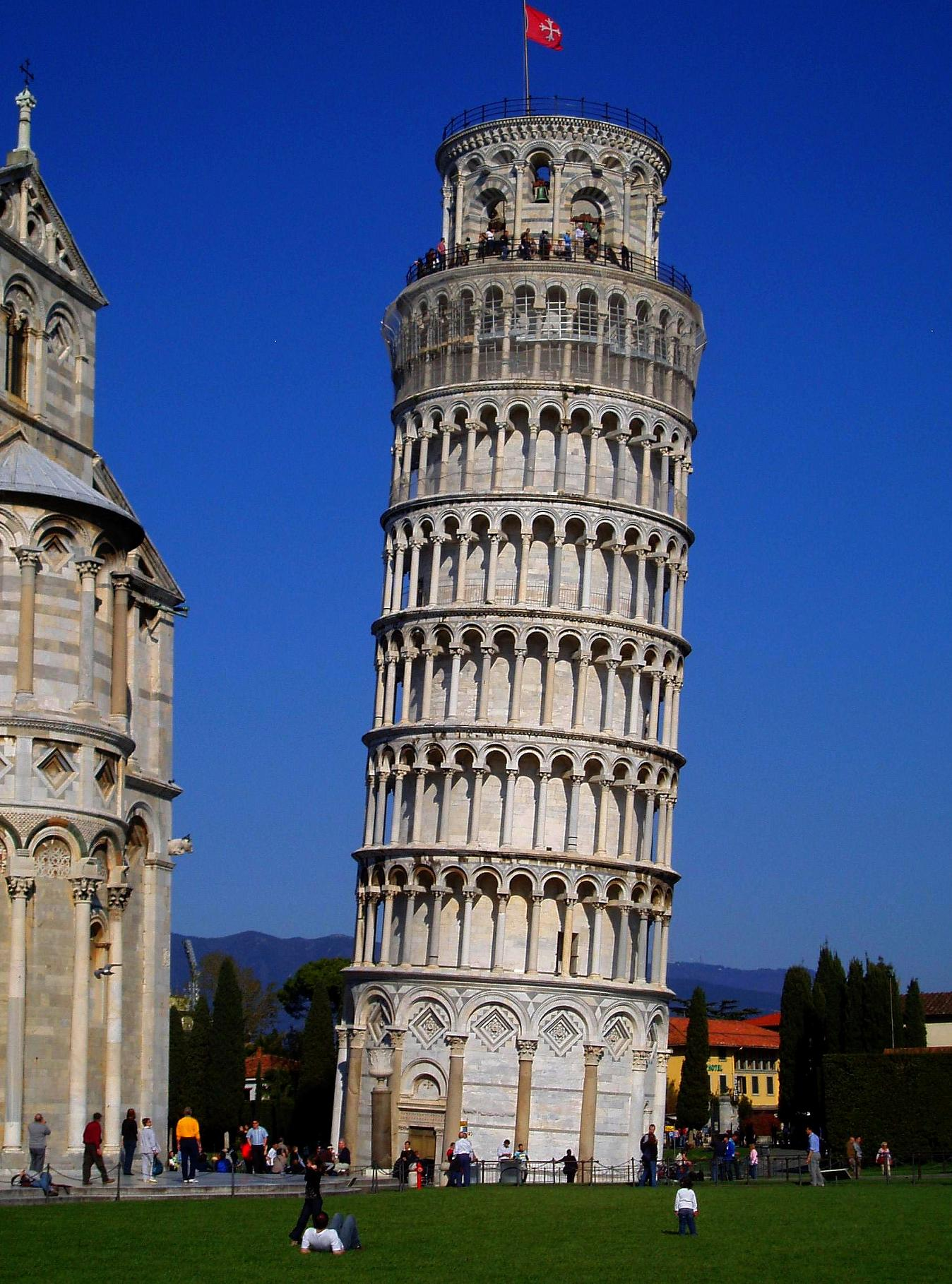
12～14世紀に建設されたピサの斜塔と旗

1204年、第4回十字軍によるコンスタンティノープルの陥落と共に東ローマ帝国が滅亡したため、東ローマ帝国内におけるピサ共和国の特権は失われた。さらに、実質的に第4回十字軍の主導権を握ったヴェネツィア共和国はエウボエア島やクレタ島などの戦略要地を自国の統治下・影響下に置くと共に、コンスタンティノープルを含めたラテン帝国の領域内からピサやジェノヴァの商人を締め出すことで、東地中海・黒海貿易における圧倒的優位を確立した。
1284年、メロリアの海戦でジェノヴァに惨敗した。
この戦いでピサの殆どの船が破壊され、多くの船員が捕虜となった。
1290年、ジェノヴァがピサの外港ポルト・ピサーノを襲撃した事で、ピサは独立を失った。
1323年～1326年の戦いで、アラゴン連合王国にサルディーニャ島を奪われた。
1399年、ガブリエレ・マリーア・ヴィスコンティ（ミラノ公ジャン・ガレアッツォ・ヴィスコンティの庶子）の自治領の一部になった。
1402年、フィレンツェ共和国に売却された。
1406年、流血の抵抗も空しく、ピサは完全に征服された。